# Weegerhof
Der Weegerhof ist eine Wohnsiedlung im Stadtteil Höhscheid der bergischen Großstadt Solingen. Sie wurde zwischen 1927 und 1930 vom Spar- und Bauverein Solingen errichtet. Mit über 180 Wohnhäusern stellt sie eine der größten Solinger Siedlungen der 1920er Jahre und ein erhaltenswertes städtebauliches Ensemble dar.:104f. Bekannt ist die Siedlung für das Waschhaus Weegerhof, das als einziges verbliebenes seiner Art in Deutschland seit 2007 als Museum betrieben wird. 

## Geschichte
Der 1897 gegründete Solinger Spar- und Bauverein errichtete zwischen 1925 und 1926 mit der Siedlung Kannenhof östlich der Stadtmitte eine seiner ersten Großwohnsiedlungen. Die vor allem durch die Industrialisierung ausgelöste Urbanisierung und die damit einhergehende Wohnungsnot im oberen Kreis Solingen konnte auf diese Weise zum Teil aufgefangen werden, wenngleich im Mai 1927 beim städtischen Wohnungsamt von 15.273 Solinger Haushalten immer noch 3.331 als wohnungssuchend registriert waren. Bereits 1926 erwarb der Spar- und Bauverein unter der Leitung des Geschäftsführers Hermann Meyer für 99.000 Mark das 32 Morgen große Grundstück (etwa 80.000 Quadratmeter) zwischen Kanal-, Weinsbergtal-, Fritz-Reuter- und Neuenhofer/Grünewalder Straße, das zuvor als Ackerfläche genutzt wurde.
Im April 1927 stellte der Architekt Frank Perlewitz, der bereits zuvor mehrfach für den Spar- und Bauverein tätig geworden ist, einen Bebauungsplan für die an dieser Stelle vorgesehene Siedlung vor. Die Siedlung sollte in jeder Hinsicht Maßstäbe setzen, jede Wohnung hatte bereits ihr eigenes Bad, zu den Wohnhäusern wurden außerdem zwei Gemeinschaftseinrichtungen gebaut: ein Genossenschaftsheim und ein Waschhaus. Mit öffentlichen Mitteln, hauptsächlich mit Geldern aus der sogenannten Hauszinssteuer, wurden schließlich 1927 bis 1930 insgesamt 185 Wohnhäuser mit 591 Wohnungen errichtet. Das Restaurant entstand mit Privatmitteln und konnte bereits 1928 eröffnet werden.:104f. Benannt wurde die Siedlung nach dem Hofschaftsnamen Weeg, den die beiden Orte Oben- und Untenweeg in unmittelbarer Nachbarschaft zu der neuen Wohnsiedlung trugen.
In der Siedlung Weegerhof wohnten vor allem Arbeiter und Angestellte mit ihren Familien, die in der Solinger Schneidwarenindustrie tätig waren. Ab dem Jahre 2006 erfolgte eine umfassende Sanierung der Siedlung. Das Waschhaus Weegerhof, das noch bis zum Jahr 2005 mit der originalen Innenausstattung aus dem Jahre 1928 in Betrieb war, ist seit 2007 ein denkmalgeschütztes Museum. Das ehemalige Genossenschaftsheim beherbergt seit vielen Jahren ein Restaurant. Außerdem gibt es einen genossenschaftseigenen Kindergarten. Im Jahre 2011 wurde ein Kopfbau an der Neuenhofer Straße abgebrochen; an seiner Stelle entstand eine Seniorenwohnanlage.

## Siedlungsbeschreibung

### Lage und Aufbau

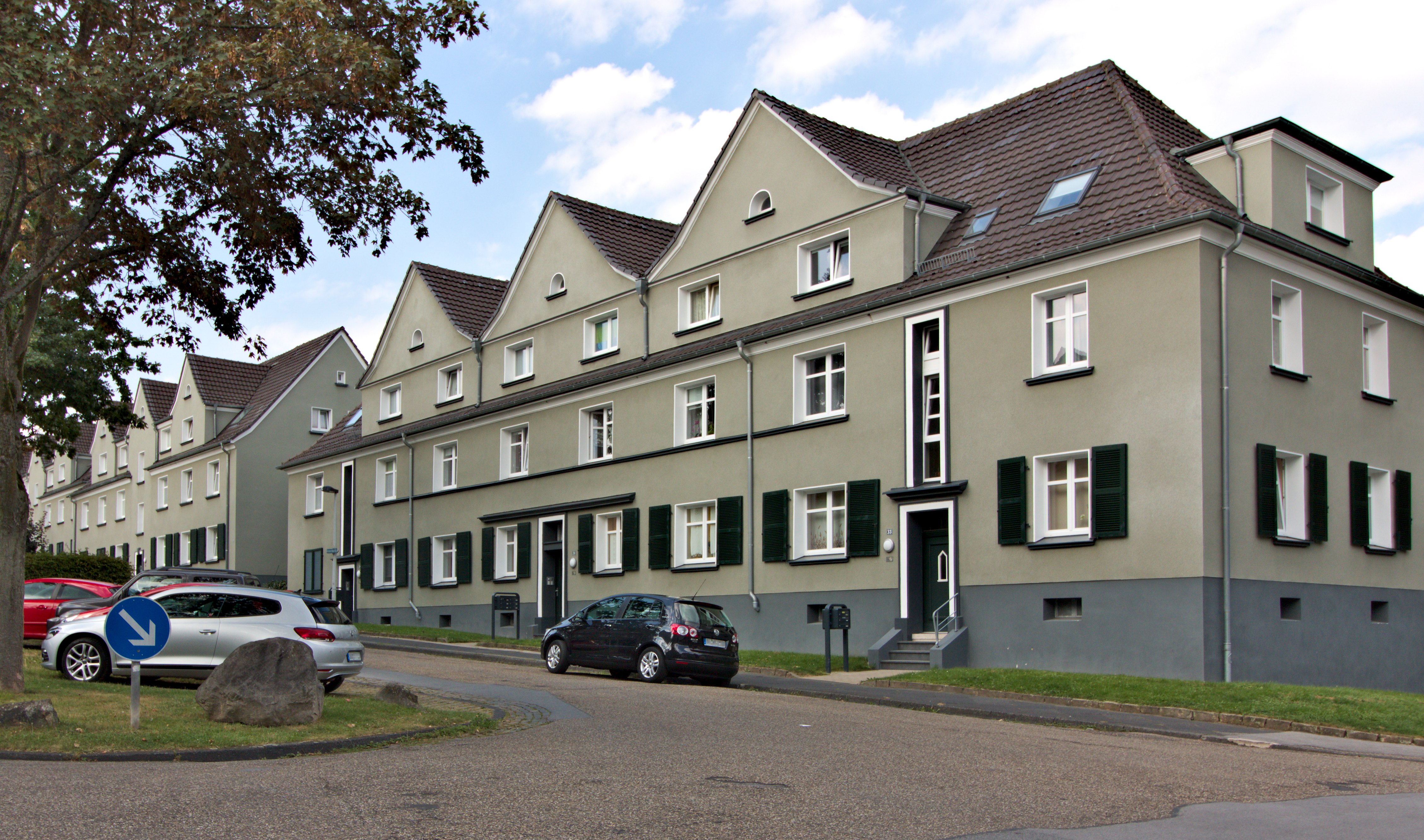
Wohnhäuser am zentralen Platz der Siedlung Weegerhof

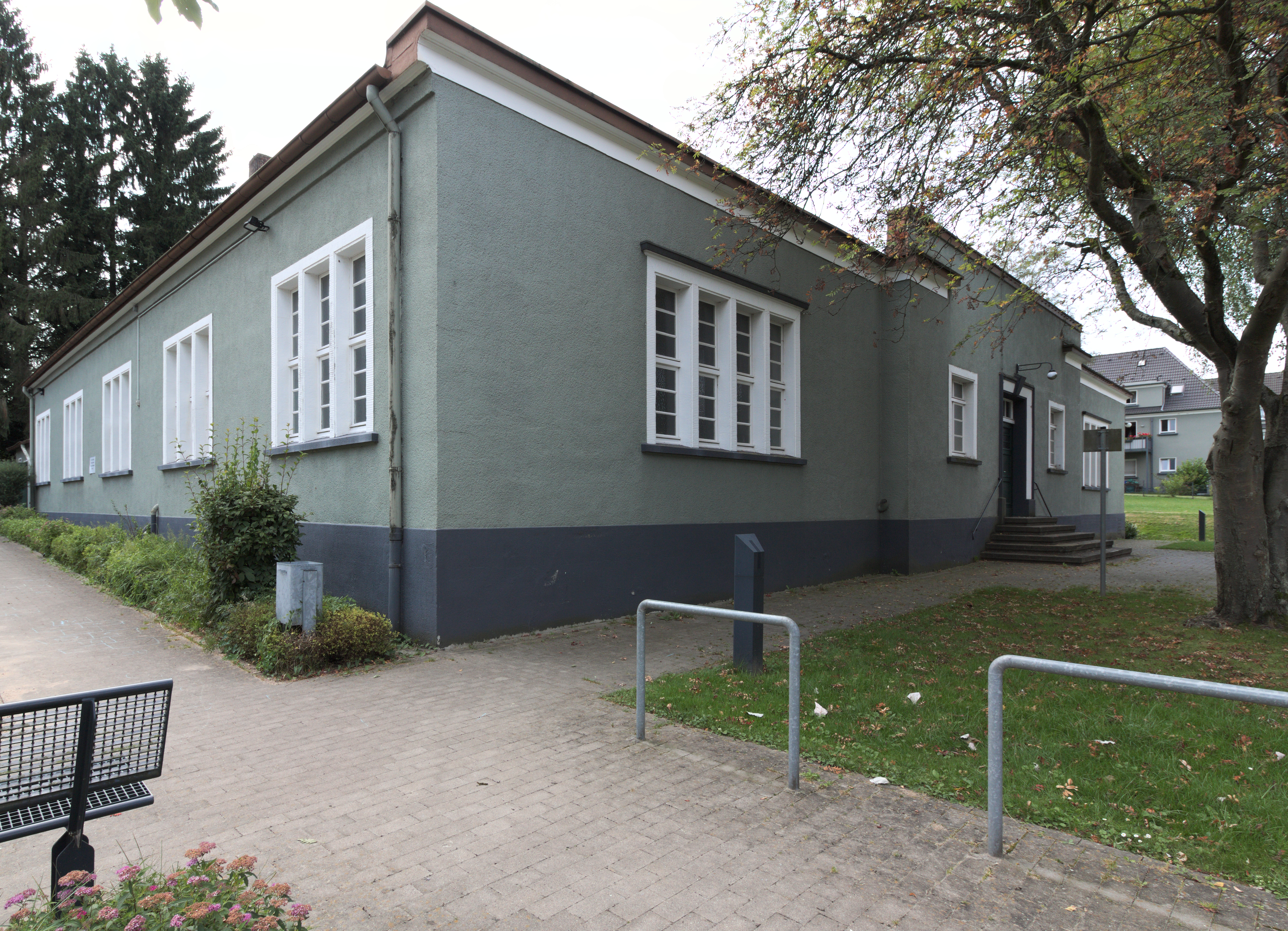
Waschhaus Weegerhof

Die Siedlung Weegerhof liegt in Hanglage im Viereck zwischen der Bundesstraße 229, der Kanal-, der Weinsbergtal- und der Fritz-Reuter-Straße im Solinger Stadtteil Höhscheid. Auf beiden Seiten einer Mittelachse, der Hermann-Meyer-Straße, sind zweigeschossige freistehende Reihenhäuser in aufgelockerter Blockrandbebauung angeordnet. Im Nordwesten ist diese Struktur durch ältere und neuere Bauwerke entlang der Bundesstraße durchbrochen. Auf der anderen Talseite schließt eine langgestreckte Häuserzeile an der Weinsbergtalstraße die Siedlung nach Süden ab.
Zentrum der Siedlung ist ein längsrechteckiger Platz, der mit einem teilweise versetzten Verlauf der Hermann-Meyer-Straße einhergeht. An den Schmalseiten des zentralen Platzes sind die öffentlichen Gebäude angeordnet, an den Längsseiten stehen die größten Wohnhäuser der Siedlung. Die Platzmitte war ursprünglich als Schmuckfläche gestaltet,  Die Freiflächen zwischen den Häusern, im schmalen Bereich zur Straße sowie im Blockinnenbereich sind überwiegend als schlichte Grünflächen mit Bäumen und Sträuchern gehalten, in Teilen mit kleinen rückwärtigen Nutzgärten. Ursprünglich trennten die Vorgärten von den Straßen kleine Mäuerchen, die inzwischen aber entfernt wurden. Andere gliedernde Elemente wie Treppenanlagen aus Beton, die innerhalb der bewegten Topographie vermitteln, oder alte Geländer aus Metall an Treppen und Zuwegen zu den Häusern sind hingegen noch vorhanden.

### Architektur
Die Wohnhäuser sind zweigeschossige Putzbauten in sachlich-traditionalistischer Formensprache mit ausgebauten Walm- oder Satteldächern. Nach vorn werden sie mit großen übergiebelten Zwerchhäusern, nach hinten mit einfachen Zwerchhausbändern geöffnet. Die traditionellen Lochfassaden weisen nur vereinzelt Modernismen wie auf Eck gesetzte Fensteröffnungen auf. Gesimse und Brüstungen betonen die horizontale Lagerung der Baukörper, ebenso die noch vielfach erhaltenen dunkelgrünen Fensterläden. Die Hauseingänge sind seitlich und mittig in den achsensymmetrisch gehaltenen Wohneinheiten angeordnet, überwiegend sind die originalen Haustüren erhalten, aber auch Details wie in die Wand integrierte Briefkastenschlitze. Gefasst werden Eingänge und gegebenenfalls darüber liegende Treppenhausfenster durch eine Rahmung mit abschließenden Keilsteinen.